# El tinent corrupte (pel·lícula de 1992)
El tinent corrupte (Bad Lieutenant en el seu títol original en anglès als Estats Units) és una pel·lícula de l'any 1992 dirigida per Abel Ferrara i protagonitzada per Harvey Keitel i Victor Argo, la qual fou emesa a TV3 per primera vegada el 23 de novembre del 1999.

## Argument
El protagonista és un tinent d'homicidis de la policia de Nova York (Harvey Keitel), el qual és alcohòlic, addicte a perilloses drogues i corrupte. A més, freqüenta prostitutes, aposta fortes sumes de diners quan té un guanyador clar i roba la mercaderia als traficants de droga per a després passar-la a un camell amic i repartir-se els beneficis. Ara li és assignat el cas de la violació d'una monja jove, la germana Charlotte, al Harlem hispà. El tinent, que té deliris en els quals se li apareix Jesucrist, patirà per aquest crim.

## Context històric i artístic
El tinent corrupte és un ultraviolent thriller psicotròpic i melodramàtic al voltant d'un policia llibertí, immoral i drogoaddicte, un home obsessionat per la malaltissa idea del pecat i la pròpia redempció: l'expurgació de la culpa. És una paràbola urbana d'imatges aspres, clima indecorós i presència sòrdida i feréstega. El cineasta novaiorquès d'origen italoirlandès Abel Ferrara incideix en els conflictes de l'ètica, la creença i l'existència, entrant de dret en el que es podria dir el perfil més salvatge de la vida. Recreant de forma excitable la duresa extremada d'una vivència tortuosa, Ferrara posa el dit a la nafra en la nociva -aquesta és la seua perspectiva- societat contemporània. Però la mirada sobre el màrtir dolorejat i perniciós (interpretat per Harvey Keitel) esdevé clarament recòndita i intimista. L'actor es revela punyent, imperatiu i veraç en l'exteriorització del sofriment i el calvari, aflamant el descens als inferns del nihilista tinent d'homicidis al qual caracteritza. Aquest policia addicte, vesànic i corrupte forma part de l'antologia dels antiherois absoluts del cinema estatunidenc.
Tot i ésser una pel·lícula de caràcter realista i tèrbol, en algunes seqüències el to s'altera febrilment, perquè en els paroxístics deliris i revelacions religioses -les drogues com a instrument d'experiència mística- el descompost protagonista creurà veure Jesucrist ensangonat. És aquesta una de les propostes més intraquil·litzadores i personals de Ferrara, el més corrosiu i bullent dels cineastes independents estatunidencs de la seua generació, tanmateix autor d'una sèrie de thrillers barats, violents i notables. Amb variants, l'any 2009, l'alemany Werner Herzog va tornar a rodar el relat, llavors amb Nicolas Cage en el paper principal: Bad Lieutenant: Port of Call New Orleans.

## Frases cèlebres
| « | "Jo em saltaré la llei i impartiré justícia. Veritable justícia." (El tinent corrupte, interpretat per Harvey Keitel) | » |

| « | El Tinent: "Mostra'm com llepes la cigala d'un paio." | » |

| « | El Tinent (plorant i al·lucinant amb Jesucrist): "Ho sento, Senyor. He fet tantes coses dolentes." | » |

## Curiositats
- El paper protagonista fou destinat originalment per a Christopher Walken, el qual ja havia treballat amb Abel Ferrara a King of New York (1990). Walken treballaria amb Ferrara en tres pel·lícules més durant la dècada del 1990.[4]
- És una de les deu pel·lícules favorites de la dècada dels noranta per al director Martin Scorsese.[4][5]
- El nom real del personatge interpretat per Keitel és desconegut, ja que és anomenat només "Tinent" al llarg de tot el film.[4]
- La primera vegada que Keitel va llegir el guió, el va llançar després de llegir-ne 15 pàgines argumentant que era "un pilot d'escombraries". Quan va rellegir-lo, fou captivat per les escenes de la violació de la monja i va comprendre que la filmació de la pel·lícula seria una experiència única.[4]
- La pel·lícula fou rodada en 18 dies.[4]
- Per al seu llançament en vídeo, el British Board of Film Classification ("Consell Britànic de Classificació de Pel·lícules") va insistir en censurar 1 minut i 47 segons del metratge del film (els talls que no van poder passar la censura són aquells en què Keitel pren drogues amb Zoë Tamerlis Lund).[4]
- La cançó que sona mentre apareixen els crèdits, The Bad Lieutenant, fou escrita per Abel Ferrara i interpretada per ell mateix i Paul Hipp (aquest darrer fa el paper de Jesús de Natzaret al film).[4]
- La major part del rodatge es va fer en indrets no autoritzats per a acabar al més prompte possible i abaratir el cost del film.[4]
- Zoë Tamerlis Lund, coguionista de la pel·lícula, també hi interpreta un personatge que pren heroïna amb el tinent al seu apartament. Zoë fou una defensora entusiasta de l'heroïna a la vida real i va morir d'insuficiència cardíaca el 1999 a conseqüència de la seua addició.[4]
- L'escena de la violació de la monja es basa en la violació real de dues monges en un convent de Nova York i el detectiu que va poder enxampar els violadors interpreta el paper del detectiu Bo en aquesta pel·lícula.[4]

## Errades del film
- Cap al final de la pel·lícula, el tinent entra en la terminal d'autobusos i deixa el seu cotxe darrere de la placa del carrer. En canvi, quan torna al cotxe, aquest s'ha mogut cap endavant.[6]
- Al final del film i quan el tinent s'està xutant heroïna amb el pèl-roig, hom pot veure l'ombra d'un membre de l'equip de filmació a la part inferior dreta de la pantalla.[6]
- A prop del final de la pel·lícula i quan el tinent està portant els nens a l'estació del tren, hom pot veure un taxista saludant a la càmera.[6]

## Premis
- 1992: Cercle de Crítics de Nova York (Nominada al Millor Actor: Harvey Keitel)[7]